# Copa da Escócia de 2008–09
A Copa da Escócia de 2008-09 foi a 124º edição do torneio mais antigo do futebol da Escócia. O campeão foi o Rangers F.C., que conquistou seu 33º título na história da competição ao vencer a final contra o Falkirk F.C., pelo placar de 1 a 0.

## Premiação
| Copa da Escócia de 2008-09        |
| Escócia                           |
| --------------------------------- |
| Rangers F.C. Campeão (33º título) |